# Kanton Nanterre-Sud-Est
Kanton Nanterre-Sud-Est is een voormalig kanton van het Franse departement Hauts-de-Seine. Kanton Nanterre-Sud-Est maakte deel uit van het arrondissement Nanterre en telde 22.350 inwoners (1999).
Het werd opgeheven bij decreet van 24 februari 2014, met uitwerking in maart 2015.

## Gemeenten
Het kanton Nanterre-Sud-Est omvatte enkel een deel van de gemeente Nanterre.